# Beerseba
Beerseba (en hebreo: באר שבע‎ Be'er Shevaⓘ, ‘Pozo de los Siete’; en árabe: بئر السبع‎ Bi'r as-Sab; en griego: Βηρσαβεε; en latín: Bersabee) es una ciudad del sur de Israel, ubicada a 108 kilómetros al sur de Tel Aviv. Es una de las ciudades más antiguas del país, existente ya en la época bíblica; actualmente es la mayor población israelí en el desierto del Néguev y capital del Distrito Sur. Cerca se encuentra Tell Be'er Sheva, uno de los tres tells considerados en 2005 como Patrimonio de la Humanidad por la Unesco como parte de la denominación «Tells bíblicos – Megido, Jasor y Beerseba».
La zona donde se ubica la ciudad se caracteriza por la presencia de montes bajos de piedra arenisca y llanuras donde abundan quebradas y uadis en los que los aluviones invernales frecuentemente provocan inundaciones.

## Historia

### Prehistoria y era bíblica
La ciudad se remonta a los tiempos del patriarca Abraham, teniendo sus inicios en un yacimiento arqueológico llamado Tell Be'er Sheva (colina de Beerseba), a algunos kilómetros al noreste de la moderna Beerseba. Tiene evidencias de haber estado poblado desde el siglo IV a. C. Fue destruida y reconstruida muchas veces en su historia.

### Etimología y narrativa bíblica
Bíblicamente, el lugar de asentamiento de la ciudad es mencionado en dos de las tres historias del libro de Génesis como un emplazamiento donde se firmó un pacto de no agresión entre los filisteos, representados por su rey llamado Abimelec, y los israelitas. La Biblia describe el pacto realizado en dos momentos separados por los israelitas, una vez representados por Abraham y en la otra por su hijo Isaac. Beerseba es también mencionada en el libro de Josué (versículo 19:2). Beerseba era la ciudad más meridional de Israel en los tiempos bíblicos, utilizándose la expresión "de Dan a Beerseba”, para describir todo el reino.
Entre las dos historias de Abimelec, existen serias diferencias etimológicas sobre el origen del nombre de Beerseba: 
- en memoria del pacto de Abraham y Abimelech (lugar del pacto)
- en memoria del lugar de las siete excavaciones realizadas por Isaac (lugar de las siete excavaciones), de las cuales 3 o 4 han sido identificadas.
- en memoria del pacto entre Isaac y Abimelech (lugar del pacto)
- en memoria de las siete ovejas que fueron testigos del pacto entre Abraham y Abimelech (lugar de las siete).

### Período histórico
La ciudad de Beerseba fue destruida por el rey Senaquerib de Asiria durante su campaña contra Judea en el año 701 a. C. Durante el siglo VII a. C. existió un pequeño asentamiento en el lugar, de pobre y dispersa construcción. Concluyó cuando los babilonios conquistaron el reino de Judea en 587 a. C. 
Los últimos pobladores de Tell Be'er Sheva fueron los bizantinos, que la abandonaron en el siglo VII. 

#### Dominio otomano

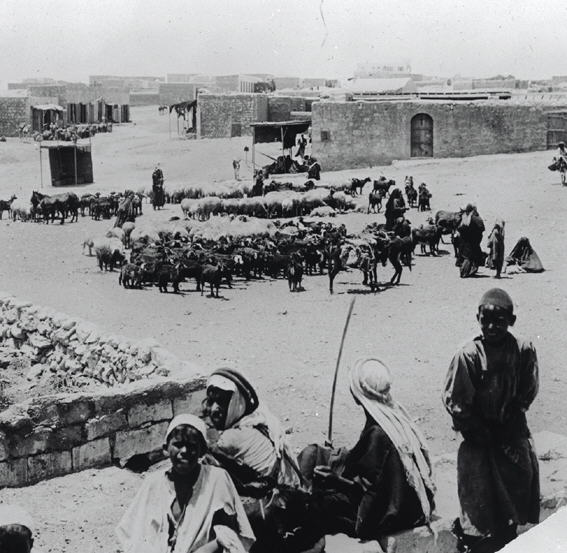
Beerseba en 1901.

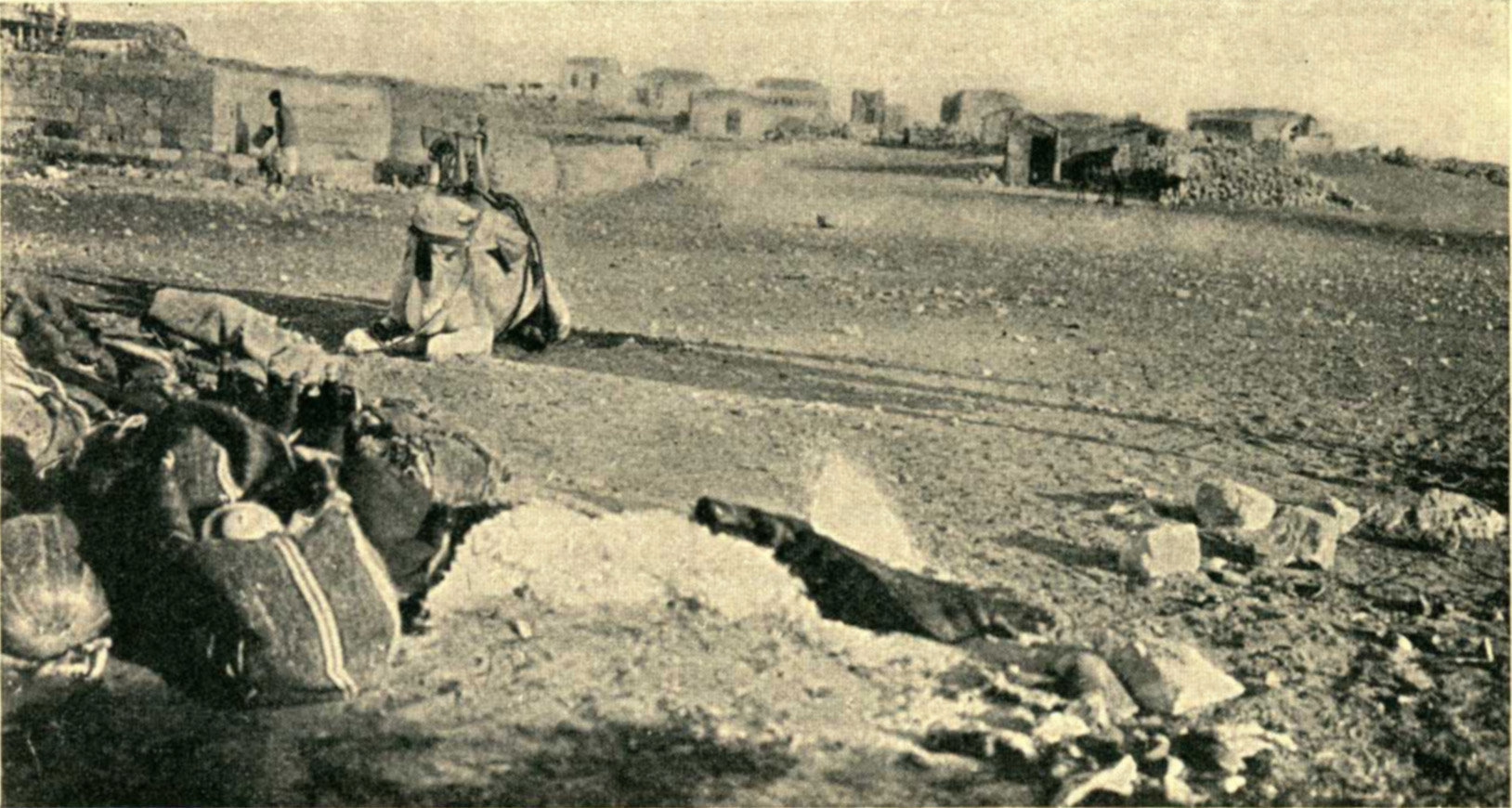
Beerseba desde el sur en 1902.

Los turcos otomanos que controlaron Palestina desde el siglo XVI solamente prestaron interés a Beerseba desde finales del siglo XIX. A comienzos de dicho siglo, la ciudad fue de interés de los europeos y de los beduinos que vivían cerca. 
Al final del siglo XIX, se construyó la actual ciudad para que ejerciese como centro administrativo del Imperio Otomano para beneficio de los beduinos. La ciudad fue bautizada como Bir al-Sabi (pozo de los siete). Hasta la Primera Guerra Mundial, la ciudad tenía cerca de 1000 habitantes, la gran mayoría de los cuales eran musulmanes. Ben-David y Kressel afirman que el mercado tradicional beduino fue la piedra angular en la fundación de Beerseba, que sirvió como capital del Néguev durante este periodo, mientras que el antropólogo y educador beduino Aref Abu-Rabia, que trabajó como ministro de Educación y Cultura de Israel, la ha descrito como "la primera ciudad beduina".
En junio de 1899, el gobierno otomano ordenó la creación del subdistrito (kaza) de Beerseba, dentro del distrito (mutasarrıflık) de Jerusalén, así como el desarrollo de la ciudad de Beerseba como capital del subdistrito homónimo. Un comité especial del Ministerio de Interior recibió la orden de gestionar la implementación de esta orden. Numerosos factores afectaron a esta decisión. Por un lado, la incorporación británica del Sinaí a Egipto hizo necesario consolidar la presencia otomana en el sur de Palestina. Por otro lado, también existía el deseo de animar a los beduinos a la sedentarización, con lo que se calculaba que se reduciría su belicosidad y que aumentaría la recaudación de impuestos. El primer gobernador (kaymakam), Isma'il Kamal Bey, vivió en una tienda prestada por un jeque local hasta que la sede del gobierno (Saraya) terminó de construirse. Kamal fue sucedido por Muhammed Carullah Efendi en 1901, quien a su vez dejó el cargo a Hamdi Bey en 1903. En 1908, el gobernador fue este subdistrito fue promocionado a "adjunto" (mutassarrıf muavin) del gobernador del distrito de Jerusalén, lo que lo colocaba por encima del resto de gobernadores de subdistritos.

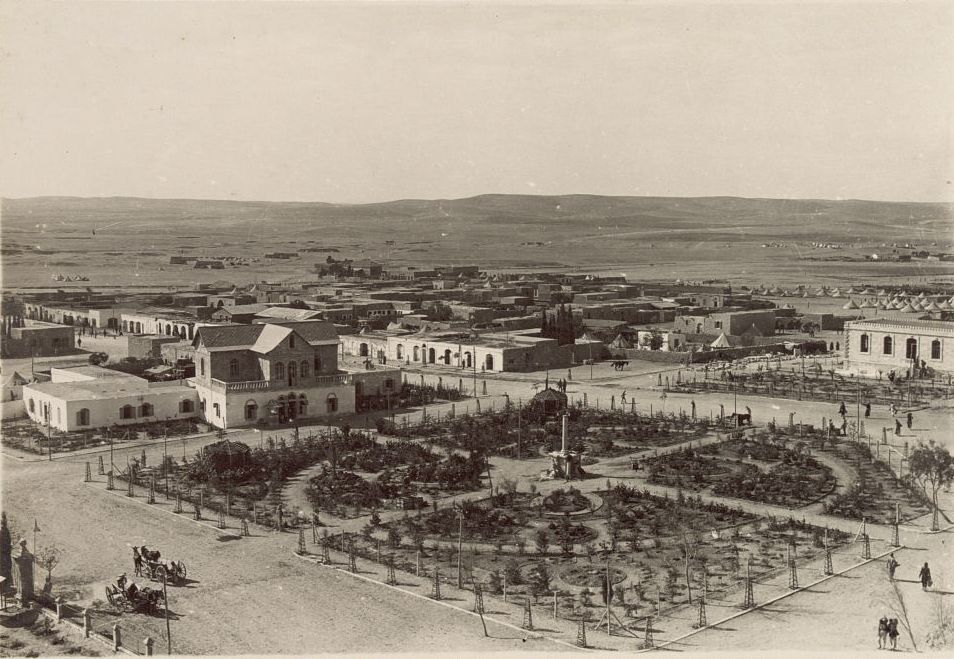
Vista de Beerseba en 1917.

Un viajero que visitó Beerseba en mayo de 1900 encontró allí solamente un caravasar de piedra de dos plantas y en ruinas, así como unas cuantas tiendas. A comienzos de 1901 había un cuartel con una pequeña guarnición y otros edificios. Los otomanos también construyeron la estación de tren y un vía férrea hasta las localidades de Ascalón y Gaza. El orientalista austrohúngaro Alois Musil afirmó en agosto de 1902:  
Bir es-Seba crece día a día; este año, en lugar de tiendas, encontramos casas construidas junto con una hermosa carretera desde el Sarayah hasta el lecho del uadi. En la sede del gobierno se ha plantado un jardín, y todo los tipos de árboles que se han plantado prosperarán seguro, ya que los pocos arbustos plantados hace dos años cerca del molino, en el extremo sureste de la carretera, han crecido considerablemente. La animada actividad del sector de la construcción está causando también una animada explotación de las ruinas. 
Hacia 1907 había ya un pueblo grande y un puesto militar, con una residencia para el kaymakam y una gran mezquita. La población creció de 300 a 800 habitantes entre 1902 y 1911, y hacia 1914 vivían en la ciudad unas 1000 personas en 200 viviendas.
Cuatro arquitectos (uno de ellos suizo u otro alemán) desarrollaron un plan urbanístico para la ciudad en forma de retícula. Este patrón todavía puede observarse hoy en día en la Ciudad Vieja de Beerseba. Los otomanos planificaron y construyeron una ciudad con calles rectas y edificios pequeños, hechos con materiales locales (muchas de dichas construcciones se encuentran actualmente sin reparación y no en muy buen estado). La mayoría de los habitantes en aquel momento eran árabes de Hebrón y de la zona de Gaza, aunque algunos judíos también comenzaron a asentarse en la ciudad. Muchos beduinos abandonaron sus vidas nómadas y construyeron sus casas en Beerseba.

#### Mandato británico de Palestina

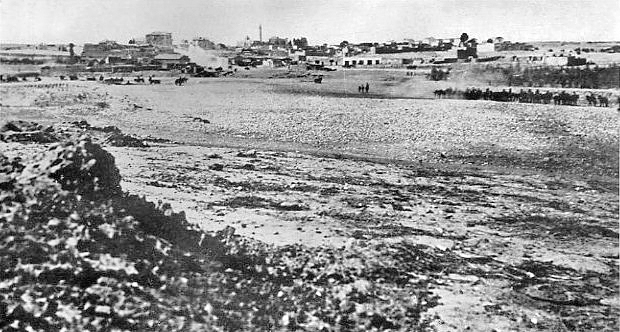
Beerseba en 1917 durante los últimos años de dominio otomano, capturado brevemente por los australianos tras la Primera Guerra Mundial. Esta área es conocida como la "Ciudad Vieja".

Beerseba desempeñó un importante papel en la Campaña británica en Palestina y el Sinaí durante la Primera Guerra Mundial. El 31 de octubre de 1917, Beerseba fue eje central de la Campaña Británica en Palestina. Alrededor de 1000 soldados de la 4.ª Brigada de Caballería Ligera australiana, bajo el general de brigada William Grant, con solo caballos y bayonetas, cargaron contra las trincheras turcas, invadiendo y capturando los pozos de Beerseba, en la batalla que se conoce como la batalla de Beerseba. La causa que motivó la llamada última carga de caballería de la historia, fue la falta de abastecimiento de agua y las pésimas condiciones sanitarias a las que estaban sometidas las tropas en pleno desierto, teniendo sobre todo en cuenta que los únicos pozos de agua se encontraban detrás de la trincheras turcas, guarecidas tras sendas piezas de artillería Krupp de 105 mm de origen alemán. La carga duró menos de una hora costando al ejército expedicionario australiano una considerable cantidad de bajas, provocadas sobre todo por la artillería turca. Las bajas de la batalla se encuentran sepultadas sobre el borde de la Ciudad Vieja en el cementerio de la Mancomunidad Británica, que contiene también las tumbas de los soldados británicos y australianos caídos durante la campaña. En la última fila de la derecha está la tumba del capitán Seymour Van den Berg, de la Middlesex Hussars, un británico judío que fue muerto cinco días antes de la captura de Beerseba. 
En 1928, al comienzo de la tensión entre judíos y árabes sobre la Tierra de Israel, se produjeron disturbios en gran escala que dejaron como saldo 133 judíos muertos y otros 339 heridos. Según el censo británico de 1922, Beerseba tenía una población de 2.356 habitantes, producto de la suma de 2.012 musulmanes, 235 cristianos, 98 judíos y 11 drusos. En el censo de 1931, la población de la ciudad había subido hasta los 2.959 habitantes, lo que incluía 2.791 musulmanes, 152 cristianos, 11 judíos y 5 bahaíes. Muchos judíos de Beerseba tuvieron que abandonar sus hogares, aunque algunos posteriormente regresaron. Con el ataque árabe sobre una autobús judío en 1936, comenzó la escalada de ataques árabes hasta llegar a la rebelión de 1939; la comunidad judía que restaba en Beerseba tuvo que escapar y no regresó hasta después de las batallas contra el ejército egipcio en octubre de 1948.
Durante el período del Mandato británico de Palestina, Beerseba se convirtió en un pequeño centro administrativo, con policía local y corte judicial, donde la mayoría de los que trabajaban para los británicos eran vecinos de la ciudad. De acuerdo con el plan de Partición de Palestina realizado por la ONU en 1947, Beerseba fue destinada a ser parte de la entidad árabe, tras una rectificación de última hora, debido a su población mayoritariamente árabe.

### Israel
El 21 de octubre de 1948, como parte de la Operación Yoav en la guerra de independencia de Israel, el ejército israelí capturó Beerseba al ejército egipcio y expulsó a todos sus habitantes árabes hacia la Franja de Gaza. Los refugiados que intentaron volver en noviembre fueron detenidos y expulsados de nuevo. Según el historiador israelí Benny Morris, el entonces primer ministro israelí David Ben Gurion ordenó la "conquista de Beerseba, la ocupación de puestos avanzados a su alrededor y la demolición de la mayor parte de la ciudad". El objetivo de la toma de la ciudad era romper el bloqueo que el ejército egipcio llevaba a cabo sobre los suministros destinados al Néguev. El ataque cogió por sorpresa a las tropas egipcias, que huyeron en masa. Alrededor de 120 soldados egipcios fueron capturados e internados en campos de prisioneros, mientras que los pocos civiles que quedaban en la ciudad, unos 200 hombres y 150 mujeres y niños, fueron llevados a un fuerte de la policía. Poco después, las mujeres, los niños, los enfermos y los ancianos fueron deportados en camiones hasta la frontera con la Franja de Gaza. A algunos hombres se les puso a trabajar en labores de limpieza, pero al descubrirse que suministraban información a las fuerzas egipcias fueron también deportados. Se estableció una zona de exclusión de diez kilómetros a la redonda a la que los beduinos tenían prohibido acceder. Los acuerdos de armisticio de 1949 cedieron Beerseba al naciente Estado de Israel. 
Hasta el 2004 no hubo ataques palestinos en la ciudad. El 31 de agosto de dicho año, 16 personas murieron en dos ataques suicidas con bombas en la estación central de autobuses de la ciudad. El grupo paramilitar palestino Hamás se hizo responsable de dichos ataques. El 28 de agosto del 2005 la estación central de buses sufrió otro ataque suicida con bombas, que causó serias heridas a dos guardias de seguridad. El 18 de octubre de 2015 se produjo otro ataque por parte de un israelí de origen beduino que terminó con el resultado de tres fallecidos: el propio asaltante, un soldado israelí y un joven eritreo que fue tiroteado tras ser confundido con un palestino y golpeado hasta la muerte por una masa de gente. También hubo once heridos, todos ellos israelíes.

## Comercio
La ciudad cuenta con industrias químicas, de aviación, de alta tecnología y de medicina. Asimismo cabe destacar que desde aquí se exporta potasio, bromo y productos químicos agrícolas e industriales.

## Infraestructura

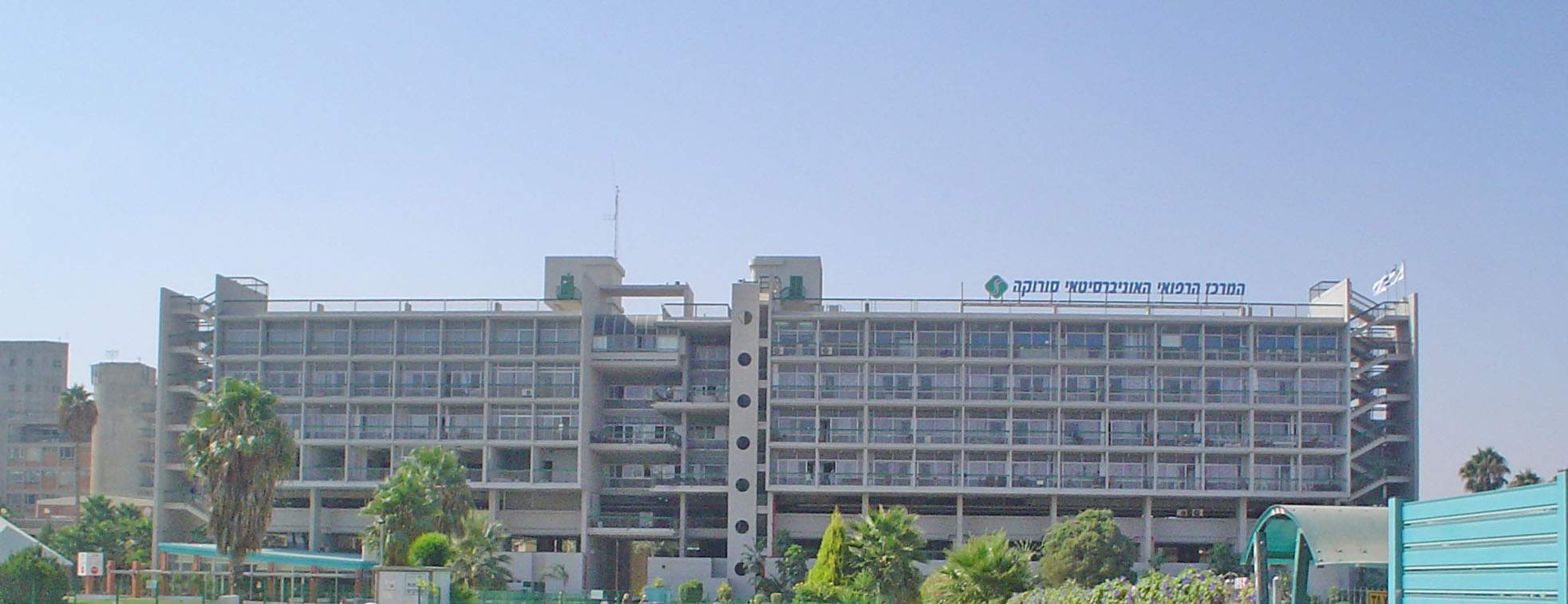
Hospital Soroka, Beerseba.

Beerseba se expandió considerablemente después de la fundación del estado de Israel en 1948. La ciudad está habitada mayoritariamente por judíos que emigraron a Israel desde países árabes y desde la antigua Unión Soviética. Beerseba está rodeada por numerosas ciudades satélite: Omer, Lehavim y Meitar son ciudades totalmente judías, mientras que entre las poblaciones beduinas destacan Rahat, Tel-Sheva y Laqiya.
Actualmente la ciudad se encuentra dividida en un número pequeño de vecindarios, que son conocidos mayormente por números. Los Shekhunot (Vecindarios en hebreo) de la ciudad son: Alef (1), Bet (2), Gimmel (3), Dalet (4), Hey (5), Vav (6), Tet (9), Yud-Alef (11), Ramot, Neve Noy, Neve Ze'ev, Darom, la Ciudad Vieja, Nahal Beka y Nahal Ashan. Por razones desconocidas no existen los vecindarios Zayin (7), Het (8) y Yod (10). 

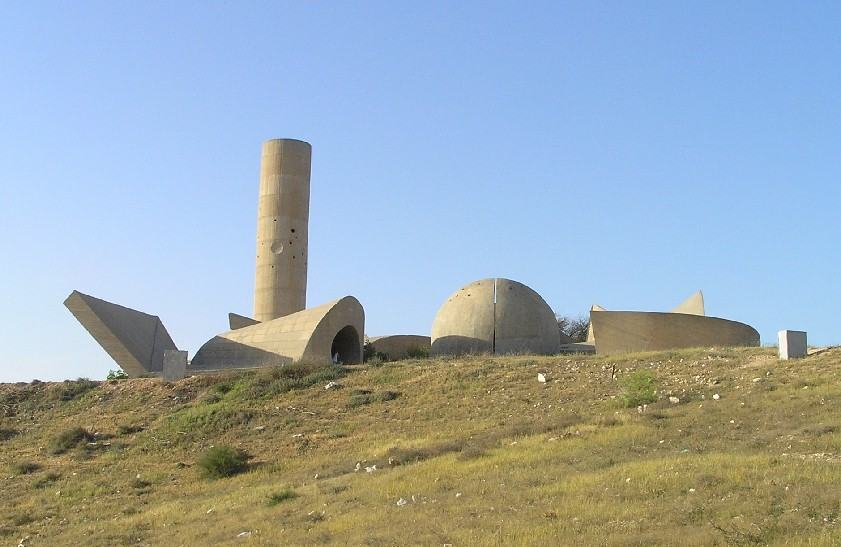
Memorial diseñado por Dani Karavan al este de la ciudad, conmemorando la conquista israelí.

En la parte vieja se localizan notables edificios del tiempo del Imperio otomano, habiendo sido reparados algunos de ellos por la municipalidad. Algunas organizaciones privadas son dueñas de dichos edificios y los mantienen, pero la mayoría están en ruinas. Al norte del barrio de Dalet y partes del Gimmel tienen mala reputación por la presencia de sujetos drogadictos, pero dichas partes de los vecindarios han sido cerradas o se encuentran mayormente controladas por la autoridad.
En la ciudad también podemos encontrar industrias basadas en las materias primas provenientes del desierto del Néguev, siendo el centro comercial de los beduinos. Su mercado semanal es uno de los lugares más pintorescos del país. Además, Beerseba es el punto de partida de algunos de los más excitantes paseos que el visitante puede efectuar en el país: Masada, Sodoma, el mar Muerto, Ein Gedi y los restos de Avdat y Shivta.
La ciudad además acoge la Universidad Ben-Gurión del Néguev, el hospital Soroka y la Israel Sinfonietta de Beerseba.

## Clima
La ciudad y su entorno, ubicados en el borde septentrional del Neguev, se caracterizan por tener un clima semiárido.
| Parámetros climáticos promedio de Beersheba | Parámetros climáticos promedio de Beersheba | Parámetros climáticos promedio de Beersheba | Parámetros climáticos promedio de Beersheba | Parámetros climáticos promedio de Beersheba | Parámetros climáticos promedio de Beersheba | Parámetros climáticos promedio de Beersheba | Parámetros climáticos promedio de Beersheba | Parámetros climáticos promedio de Beersheba | Parámetros climáticos promedio de Beersheba | Parámetros climáticos promedio de Beersheba | Parámetros climáticos promedio de Beersheba | Parámetros climáticos promedio de Beersheba | Parámetros climáticos promedio de Beersheba |
| Mes                                         | Ene.                                        | Feb.                                        | Mar.                                        | Abr.                                        | May.                                        | Jun.                                        | Jul.                                        | Ago.                                        | Sep.                                        | Oct.                                        | Nov.                                        | Dic.                                        | Anual                                       |
| ------------------------------------------- | ------------------------------------------- | ------------------------------------------- | ------------------------------------------- | ------------------------------------------- | ------------------------------------------- | ------------------------------------------- | ------------------------------------------- | ------------------------------------------- | ------------------------------------------- | ------------------------------------------- | ------------------------------------------- | ------------------------------------------- | ------------------------------------------- |
| Temp. máx. abs. (°C)                        | 31.5                                        | 35.2                                        | 38.4                                        | 43.8                                        | 44.8                                        | 46.0                                        | 42.0                                        | 43.8                                        | 43.8                                        | 41.7                                        | 38.3                                        | 32.5                                        | 46.0                                        |
| Temp. máx. media (°C)                       | 17.7                                        | 18.7                                        | 22.0                                        | 26.5                                        | 30.5                                        | 33.1                                        | 34.7                                        | 34.7                                        | 32.9                                        | 29.7                                        | 25.0                                        | 20.0                                        | 27.1                                        |
| Temp. media (°C)                            | 12.4                                        | 13.2                                        | 15.9                                        | 19.7                                        | 23.2                                        | 26.1                                        | 28.0                                        | 28.1                                        | 26.2                                        | 23.2                                        | 18.6                                        | 14.4                                        | 20.8                                        |
| Temp. mín. media (°C)                       | 7.1                                         | 7.7                                         | 9.8                                         | 12.8                                        | 16.0                                        | 19.0                                        | 21.3                                        | 21.5                                        | 19.6                                        | 16.7                                        | 12.2                                        | 8.8                                         | 14.4                                        |
| Temp. mín. abs. (°C)                        | -2.0                                        | -4.0                                        | -1.0                                        | 1.5                                         | 4.5                                         | 8.0                                         | 12.0                                        | 12.0                                        | 9.4                                         | 6.0                                         | 2.0                                         | 0.2                                         | -4.0                                        |
| Precipitación total (mm)                    | 48                                          | 40                                          | 29                                          | 9                                           | 3.6                                         | 0                                           | 0                                           | 0                                           | 0.5                                         | 9                                           | 18                                          | 38                                          | 195.1                                       |
| Días de precipitaciones (≥ 1 mm)            | 9                                           | 8                                           | 6                                           | 2                                           | 1                                           | 0                                           | 0                                           | 0                                           | 0.2                                         | 2                                           | 4                                           | 7                                           | 39.2                                        |
| Humedad relativa (%)                        | 50                                          | 48                                          | 44                                          | 35                                          | 34                                          | 36                                          | 38                                          | 41                                          | 43                                          | 42                                          | 42                                          | 48                                          | 41.8                                        |
| Fuente n.º 1: Israel Meteorological Service |                                             |                                             |                                             |                                             |                                             |                                             |                                             |                                             |                                             |                                             |                                             |                                             |                                             |
| Fuente n.º 2: Israel Meteorological Service |                                             |                                             |                                             |                                             |                                             |                                             |                                             |                                             |                                             |                                             |                                             |                                             |                                             |

## Lugares de interés
El Pozo de Abraham, ubicado en el camino a Hebrón, el cual se cree que fue excavado por Abraham cuando hizo su pacto con Abimelej.
El Museo e Instituto Biológico, ubicado en Beit Iatziv, sobre la calle Haatzmaut, dedicado principalmente al estudio de la vida animal y vegetal en condiciones desérticas.
El Cementerio de Guerra Británico ubicado en la calle Haatzmaut, que sirve como recuerdo de los soldados que cayeron por la ciudad de Beerseba, la primera ciudad capturada por los británicos a los turcos en la Primera Guerra Mundial.
El Museo Municipal, ubicado dentro del edificio que era una mezquita. Su amplio rango de exhibiciones ilustra gráficamente la historia de Beerseba y la región circundante desde el período calcolítico hasta el presente. Su minarete brinda una hermosa vista de la ciudad y sus alrededores.

## Demografía
De acuerdo a la Oficina Central Israelí de Estadísticas (CBS), en el 2003 Beerseba tenía una población de 184 500 habitantes, lo que la convierte en la quinta ciudad más poblada del país (La población actual es calculada en 200 000 habitantes). En el 2001, la composición étnica de la ciudad era 98.9% judíos y otros no-árabes, principalmente beduinos, con una población insignificante de árabes. Según la CBS, en 2001 había en Beerseba aproximadamente 86.500 hombres y 91.400 mujeres. 
La población de la ciudad está repartida por edades de la siguiente manera:
- 19 años o menos: 31.8%
- 20 a 29 años: 17.4%
- 30 a 44 años: 19.6%
- 45 a 59 años: 15.8%
- 60 a 64 años: 4.0%
- 65 a más años: 11.4%

En 2001 la población total creció un 2.9%. Cabe resaltar que mucha gente llega a Beerseba a vivir por cortos períodos, por ejemplo para estudiar en la Universidad o para servir en las bases armadas situadas cerca de la ciudad.

## Educación
De acuerdo a la información proporcionada por la CBS, existen en la ciudad 81 escuelas y 33 623 estudiantes. Asimismo existen 60 escuelas elementales y 17,211 estudiantes en ellas, así como 39 institutos con 16 412 estudiantes. También existen un buen número de instituciones educativas privadas, en especial Yeshivot o seminarios para estudios religiosos. Beerseba también es el centro de la Universidad Ben-Gurión del Néguev y de algunos colegios locales como el Colegio Educativo Kaye Academic, la Academia de Ingeniería Negev Academic, la Escuela de Ingeniería Práctica de Beerseba, entre otras.

## Deportes
El deporte más popular en Beerseba es el fútbol, liderado por el club Hapoel Be'er Sheva, fundado en 1949. En la historia del club hay tres campeonatos nacionales de liga (1975, 1976 y 2016), una Copa Nacional (1997) y dos Copas Toto (1989 y 1996). El Estadio de la ciudad, llamado Turner Stadium. con capacidad para 16.126 espectadores, compite en la Liga Premier de Israel.
El deporte que más satisfacciones le ha dado a la ciudad es el ajedrez. El club de dicho deporte que representa a la ciudad ha ganado campeonatos nacionales y ha representado a Israel en muchos campeonatos europeos, venciendo en el campeonato mundial por equipos realizado en el 2005. El club de ajedrez fue fundado en 1973 por Eliyahu Levant, quien aún es el impulsor detrás del éxito del club. Beerseba tiene un gran porcentaje per cápita de Grandes Maestros – ocho – más que en otras ciudades en el mundo entero, la mayoría de ellos inmigrantes de la antigua Unión Soviética; la ciudad, de 193.000 habitantes, tiene un Gran Maestro en ajedrez por cada 22.875 residentes.
Beerseba también es la casa de los Camels-ASA Beer-Sheva, un equipo de rugby, ganador de títulos nacionales tanto en mayores como en juveniles (incluido el reciente Campeonato Nacional de la Liga de Mayores en la temporada 2004-2005). Otros deportes practicados en la ciudad son la lucha libre y el tenis. Beerseba tiene uno de los 14 centros israelíes de tenis, el cual fue inaugurado en 1991.

## Lista de alcaldes de la ciudad
1. David Tuviahu (1950-1961)
2. Zeev Zrizi (1961-1963)
3. Eliyahu Navi
4. Moshe Zilberman
5. Itzhak Rager
6. David Bunfeld
7. Yaacov Terner (1998 - 2008)
8. Rubik Danielovich (2008- en funciones)

## Ciudades hermanadas
- Adís Abeba (Etiopía)
- Adana (Turquía)
- Oni (Georgia)
- Winnipeg (Canadá)
- Montreal (Canadá)
- La Plata (Argentina)
- Bogotá (Colombia)
- Lyon (Francia)
- Niš (Serbia)
- Seattle, Washington (Estados Unidos)
- Parramatta (Australia)
- Cluj-Napoca (Rumania)
- Rosenheim (Alemania)